# 程同
程同（？—397年），五胡十六国時代後燕人物。
程同在前秦冠軍将軍慕容垂属下担任典軍。383年十一月，苻坚派慕容垂镇抚招纳鄴城。尚書右僕射权翼害怕慕容垂自立造反，暗中派遣勇士邀请慕容垂到河桥以南的空仓房中，将要袭击慕容垂。慕容垂产生了怀疑，用草绳编结成筏子从凉马台渡河，让程同穿上自己的衣服，骑上自己的马，与僮僕一起奔赴河桥。埋伏的军队发起攻击，程同策马逃脱。
397年四月，北魏秦王拓跋觚被后燕擒殺，程同和高霸谋划此事。十月二十日，北魏軍攻克后燕国都中山（今河北省定州市）。北魏抓住了高霸、程同，把他们二人的五族亲属全部杀掉，并且用大刀全都剁成肉块。